# Нейири Хакикат
„Нейири Хакикат“ (на турски: Neyyiri Hakikat, в превод Изразител на истината) е османски вестник, излизал в Охрид, Османската империя.
Вестникът започва да излиза от 14 юли 1908 година, почти веднага след избухването на Младотурската революция от 3 юли. Вестникът е политически орган на младотурския Комитет за единство и прогрес. Открито обвинява Абдул Хамид II в диктатура, в лошо управление, довело до зависимост от европейските страни и икономически упадък. Вестникът сочи, че на страната на партията е голяма част от патриотичното офицерство и иска довеждане докрай на революционните промени.